# Deutscher Verband für Frauenstimmrecht

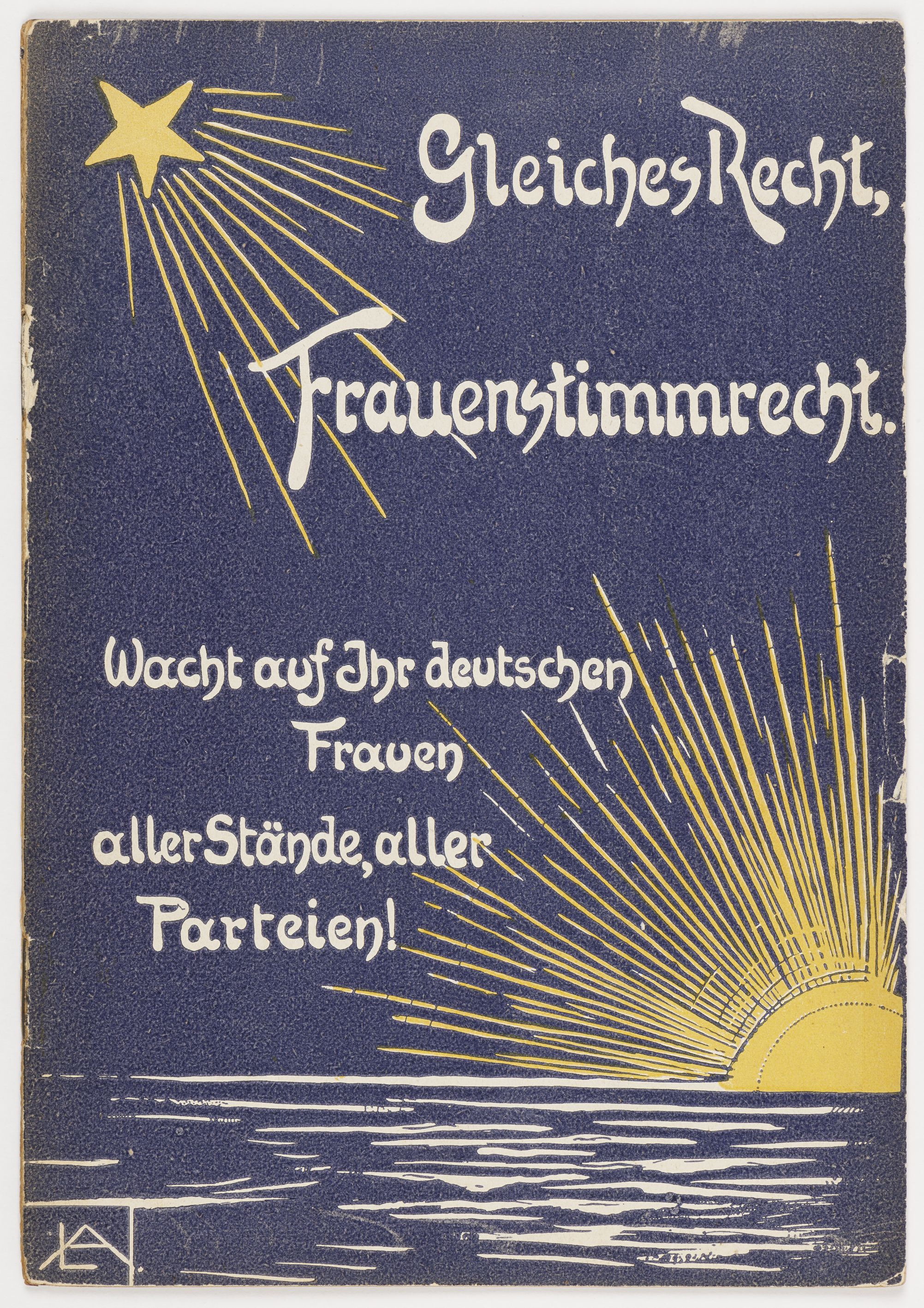
Brochure Égalité des droits, droit de vote des femmes. Réveillez-vous, vous les Allemandes de tous statuts et de tous partis ! (1907) de l'association.

Le Deutscher Verband für Frauenstimmrecht (Association allemande pour le droit de vote des femmes) est créé en 1904. Il prend la suite du Deutscher Verein für Frauenstimmrecht  créé le 1er janvier 1902 par Minna Cauer, Anita Augspurg et Lida Gustava Heinemann à Hambourg. L'association est la première du mouvement pour les droits des femmes en Allemagne, qui se concentre sur l'obtention du droit de vote actif et passif pour les femmes et devient la plus grande organisation faîtière du mouvement pour le suffrage féminin allemand. En 1916, elle fusionne avec l'Association allemande pour le droit de vote des femmes (de) pour former le Deutscher Reichsverband für Frauenstimmrecht (Association du Reich allemand pour le droit de vote des femmes).

## Histoire
Le Deutscher Verein für Frauenstimmrecht est créé le 1er janvier 1902 par Minna Cauer, Anita Augspurg et Lida Gustava Heinemann à Hambourg où la législation n'interdit pas la participation des femmes à une association à orientation politique, contrairement à la Prusse. La loi n'empêche pas les femmes des autres états allemands d'en être membres. Mais seules les adhésions individuelles sont autorisées.  
Les statuts sont révisés en 1904. L'association prend le nom de Deutscher Verband für Frauenstimmrecht,. 
Le 12 juin 1904 s'ouvre à Berlin le Congrès international des femmes (Congrès des femmes), dirigée par Susan B. Anthony et organisé par le Bund Deutscher Frauenvereine (Fédération des associations féminines allemandes (BDF)) sous la direction de Marie Stritt. Des représentants d'associations de femmes de 25 pays se réunissent pour traiter de quatre grands thèmes : l'éducation, le travail social / les institutions, la situation juridique des femmes (en particulier le droit de vote) et les professions ouvertes aux femmes. Une conférence internationale sur le droit de vote des femmes a lieu également autour du congrès et l’Alliance internationale pour le droit de vote des femmes (IWSA) est fondée à cette occasion,. L'IWSA n'accepte que les organisations faîtières nationales. En conséquence, après la conférence, l'association allemande pour le droit de vote est transformée en Deutscher Verband für Frauenstimmrecht (avec des associations sectorielles et des groupes locaux). 
Outre Anita Augspurg et Lida Gustava Heymann, devenues présidente et vice-présidente, les treize membres fondatrices comprennent Minna Cauer, Charlotte Engel-Reimers, Agnes Hacker (de), Käthe Schirmacher, Helene Stöcker et Adelheid von Welczeck. D'autres militantes des droits des femmes les rejoignent au cours des mois suivants, notamment Marie Raschke (de), Anna Pappritz et Marie Stritt.  
Au sein de l'association, des divergences apparaissent sur la question de savoir quel droit de vote doit être demandé. L'aile gauche radicale du mouvement des femmes, qui domine dans les premières années, perd de plus en plus son influence. Les sociaux-démocrates estimant être les seuls à soutenir le suffrage universel et égal, l'association prend soin de clarifier, en 1907, l'article 3 de ses statuts, en précisant qu'elle ne représente aucun parti politique et réclame le « droit de vote général, égal, direct et secret pour les deux sexes ». Ce qui ne satisfait cependant pas toutes les membres car le suffrage universel et égal pour les hommes n'est exigé que par quelques partis politiques, à savoir les sociaux-démocrates et l' union démocratique (en) radicale-libérale,. 

### Scissions
D'autres conflits de direction entraînent en 1907 le départ de plusieurs associations qui fondent le Deutscher Vereinigung für Frauenstimmrecht. 
En 1911, les statuts du Deutscher Verband fur Frauenstimmrecht sont reformulés. Des « droits de vote généraux, égaux, directs et secrets, actifs et passifs » ne sont désormais plus demandés que pour les femmes. À cette époque, l'association compte environ 1 000 adhérentes. En 1914, elle en compte près de 10 000.
Anita Augspurg et de Lida Gustava Heymann démissionnent du Deutscher Verband et fondent le Deutscher Frauenstimmrechtsbund (de) qui regroupe les associations dissidentes,.  
Le conseil d'administration est désormais composé de Marie Stritt comme présidente ainsi que de Martha Zietz, Anna Lindemann, Maria Lischneska et Käthe Schirmacher et est donc fortement d'orientation nationale-libérale. 

Avant la Première Guerre mondiale, trois associations coexistent, qui recherchent toutes le droit de vote des femmes, mais sous différentes formes et de différentes manières : faut-il se battre pour cela ? Et si oui : avec ou sans hommes ? Ou doit-il être gagné grâce à une participation constructive au niveau local?

« Il y a désormais suffisamment de choix pour que chacun puisse choisir son domaine ; le conservateur, le modéré et le démocrate. Les femmes doivent désormais tenir compte de ces trois orientations du mouvement pour le suffrage civil des femmes en Allemagne. »

— Minna Cauer 1914, Zeitschrift für Frauenstimmrecht 8 (1914) 4, S. 11.

### Tentative de coordination
En 1914, à la suite d'une suggestion d'Augspurg et Heymann, le Deutscher Verband für Frauenstimmrech, le Deutscher Frauenstimmrechtsbund et l'Association allemande pour le droit de vote des femmes (de) forment un cartel afin de montrer un « front uni » au monde extérieur, faciliter la coopération dans les manifestations, les pétitions et la représentation au sein de l' Alliance internationale pour le droit de vote des femmes . Le dénominateur commun est la revendication du droit de vote des femmes ; les détails sur la manière dont ce suffrage serait structuré ne sont pas précisés

### Deutscher Reichsverband für Frauenstimmrecht
Deux ans plus tard, en 1916, le cartel est abandonné. Le Deutscher Verband für Frauenstimmrecht et la Deutsche Vereinigung für Frauenstimmrecht fusionnent pour former le Deutscher Reichsverband für Frauenstimmrecht (Association du Reich allemand pour le droit de vote des femmes), dirigé par Marie Stritt. Le Deutscher Reichsverband ne préconise qu'un droit de vote limité pour les femmes, ce qui entraîne la démission de plusieurs associations membres de l'association précédente. L'association représente désormais la direction conservatrice du mouvement des femmes.
En 1918, le Deutscher Reichsverband comprend dix associations régionales, onze associations provinciales et 86 groupes locaux avec un total d'environ 10 000 membres. 
Après l'introduction du droit de vote des femmes en Allemagne en 1918, le Deutsche Reichsverband für Frauenstimmrecht est dissout en 1919. 

### Les publications

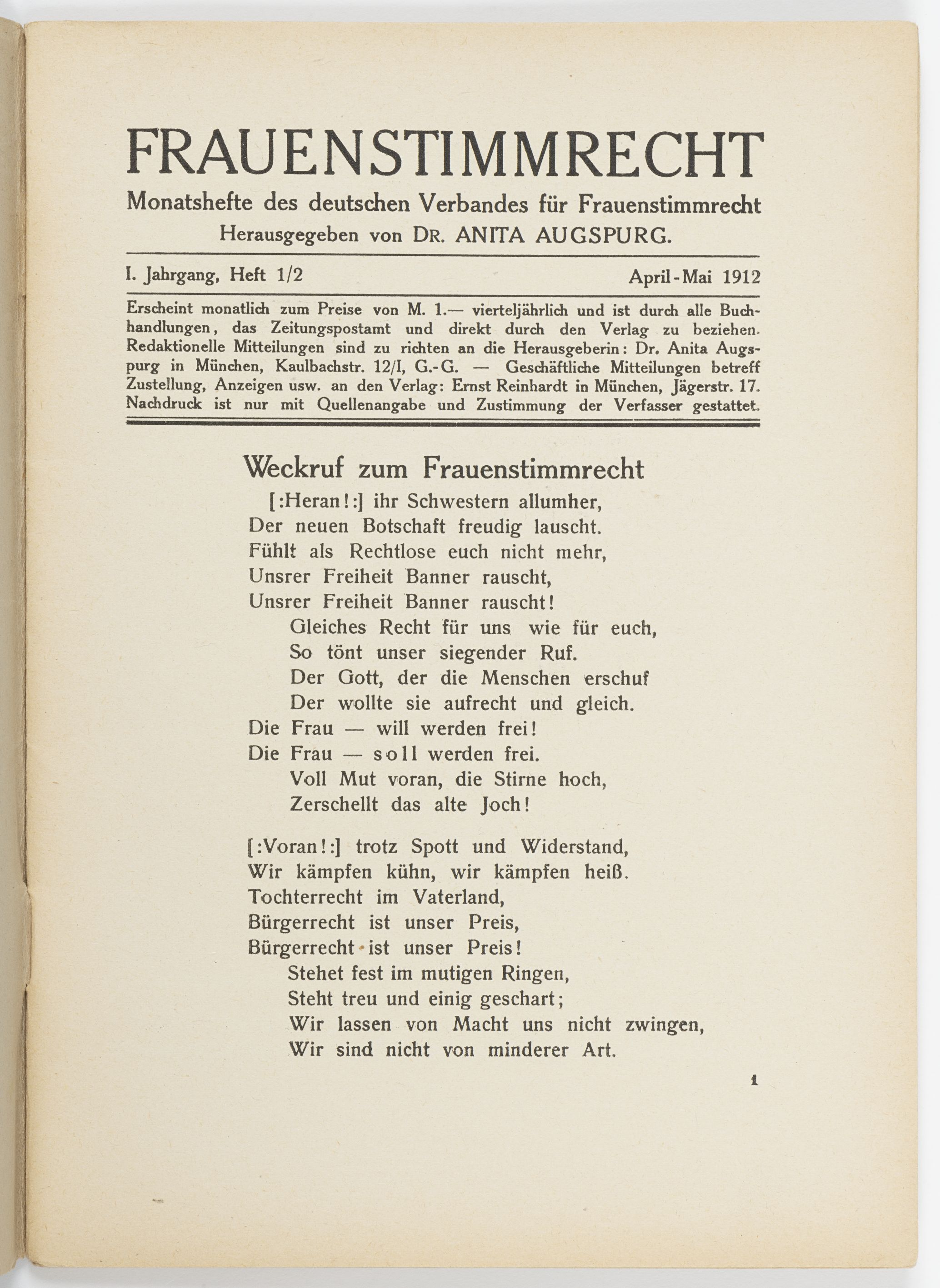
Premier numéro de la revue Frauenstimmrecht d'avril/mai 1912 avec la chanson « Réveil pour le droit de vote des femmes », qui devait être chantée lors des réunions sur l'air de la Marseillaise.

Après sa création, la revue Die Frauenbewegung (de), publiée par Minna Cauer depuis 1895, devient l'organe de l'association. En raison de l'exigence de neutralité politique, l'Assemblée générale estime en 1907 que la revue ne peut plus représenter le Deutscher Verband car elle représente la direction radicale du mouvement des femmes. Le Zeitschrift für Frauenstimmrecht (de), devient alors la publication officielle, édité par Anita Augspurg. La devise du magazine est « La justice exalte un peuple ».